# Völschow
Völschow ist eine Gemeinde im Landkreis Vorpommern-Greifswald in Mecklenburg-Vorpommern. Sie gehört zum Amt Jarmen-Tutow.

## Ortsteile
- Völschow
- Jagetzow
- Kadow
- Völschow-Ausbau

## Geschichte
Völschow wurde urkundlich 1249 erstmals erwähnt und ist wohl slawischen Ursprungs. Der Name leitet sich vom slawischen Wort für Erle ab (vgl. sorbisch wólša). 1269 wurde der Ort von Herzog Barnim II. dem Benediktinerkloster Verchen geschenkt. Während des Ersten Rügischen Erbfolgekriegs fand im April 1328 in der Nähe von Völschow die entscheidende Schlacht zwischen dem Heer Heinrichs II. von Mecklenburg und einem gemeinsamen Truppenaufgebot der Gützkower Grafen und der Städte Demmin und Altentreptow statt.
1334 tauschte das Verchener Kloster den Völschow gegen Trittelwitz, zeitweise gehörte der Ort verschiedenen adeligen Grundherren. Nach der Einführung der Reformation 1534 kam Völschow als herzogliches Dominialdorf zum Amt Klempenow. Während des Dreißigjährigen Krieges wurde Völschow zerstört. 1820 wurde der inzwischen preußische Ort vom Anklamer Kreis dem Demminer Kreis zugeordnet. Seit der Kreisgebietsreform 2011 gehört die Gemeinde dem Landkreis Vorpommern-Greifswald an.

## Politik

### Gemeindevertretung und Bürgermeister
Der Gemeinderat besteht (inkl. Bürgermeister) aus 7 Mitgliedern. Die Wahl zum Gemeinderat am 26. Mai 2019 hatte folgende Ergebnisse:
| Partei/Bewerber                            | Prozent | Sitze |
| ------------------------------------------ | ------- | ----- |
| Wählergemeinschaft Für unsere Gemeinde     | 56,36   | 3     |
| Freie Wählergemeinschaft Jagetzow/Völschow | 29,51   | 2     |
| CDU                                        | 14,13   | 1     |

Bürgermeister der Gemeinde ist Thomas Breitsprecher, er wurde mit 68,16 % der Stimmen  gewählt.

### Wappen, Flagge, Dienstsiegel
Die Gemeinde verfügt über kein amtlich genehmigtes Hoheitszeichen, weder Wappen noch Flagge. Als Dienstsiegel wird das kleine Landessiegel mit dem Wappenbild des Landesteils Vorpommern geführt. Es zeigt einen aufgerichteten Greifen mit aufgeworfenem Schweif und der Umschrift „GEMEINDE VÖLSCHOW“.

## Sehenswürdigkeiten
→ Siehe auch Liste der Baudenkmale in Völschow
- Kirche Völschow: Feldsteinsaal mit Rechteckchor aus der 2. Hälfte des 15. Jahrhunderts. Der Westturm aus Feldstein wurde 1856 oder 1860 errichtet. An der Schiffssüdseite befinden sich geritzte mittelalterliche Sonnenuhren, im Innenraum eine seltene pneumatische Orgel aus dem Jahr 1934  von der Orgelbaufirma Grüneberg aus Stettin.
- Kleine Kapelle in Jagetzow als  Fachwerkbau

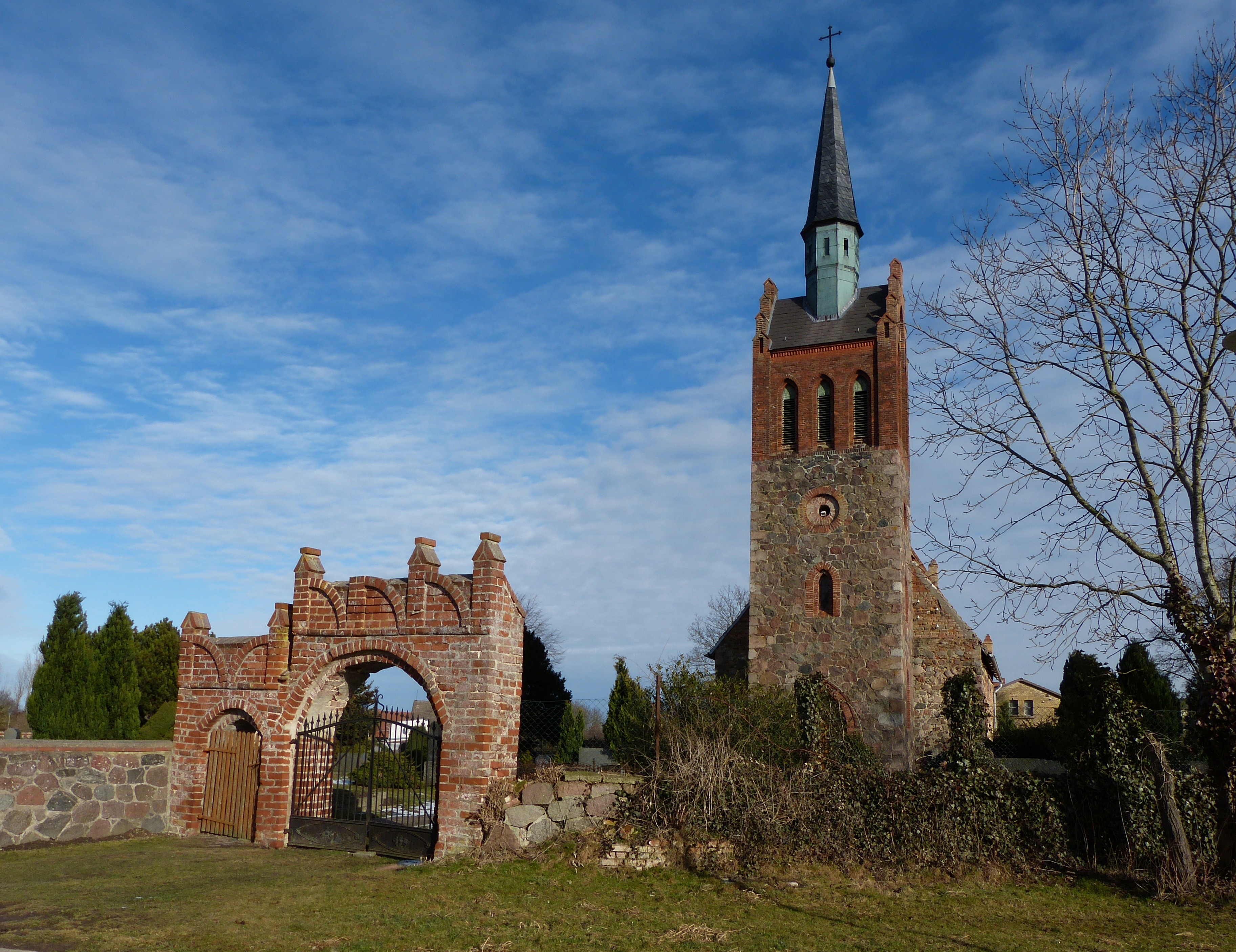
Kirche mit Friedhofsportal in Völschow
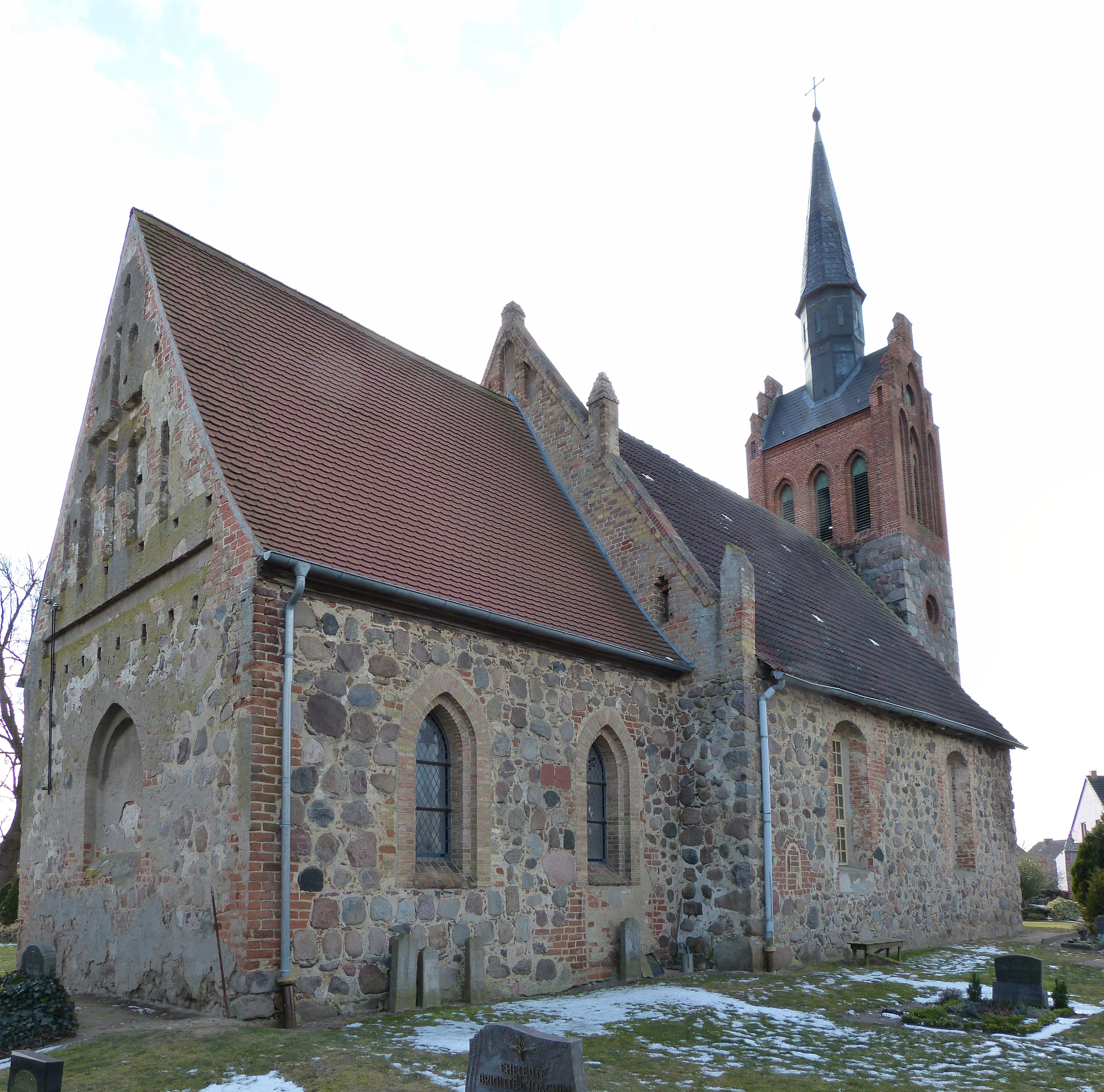
Kirche in Völschow, Nordseite
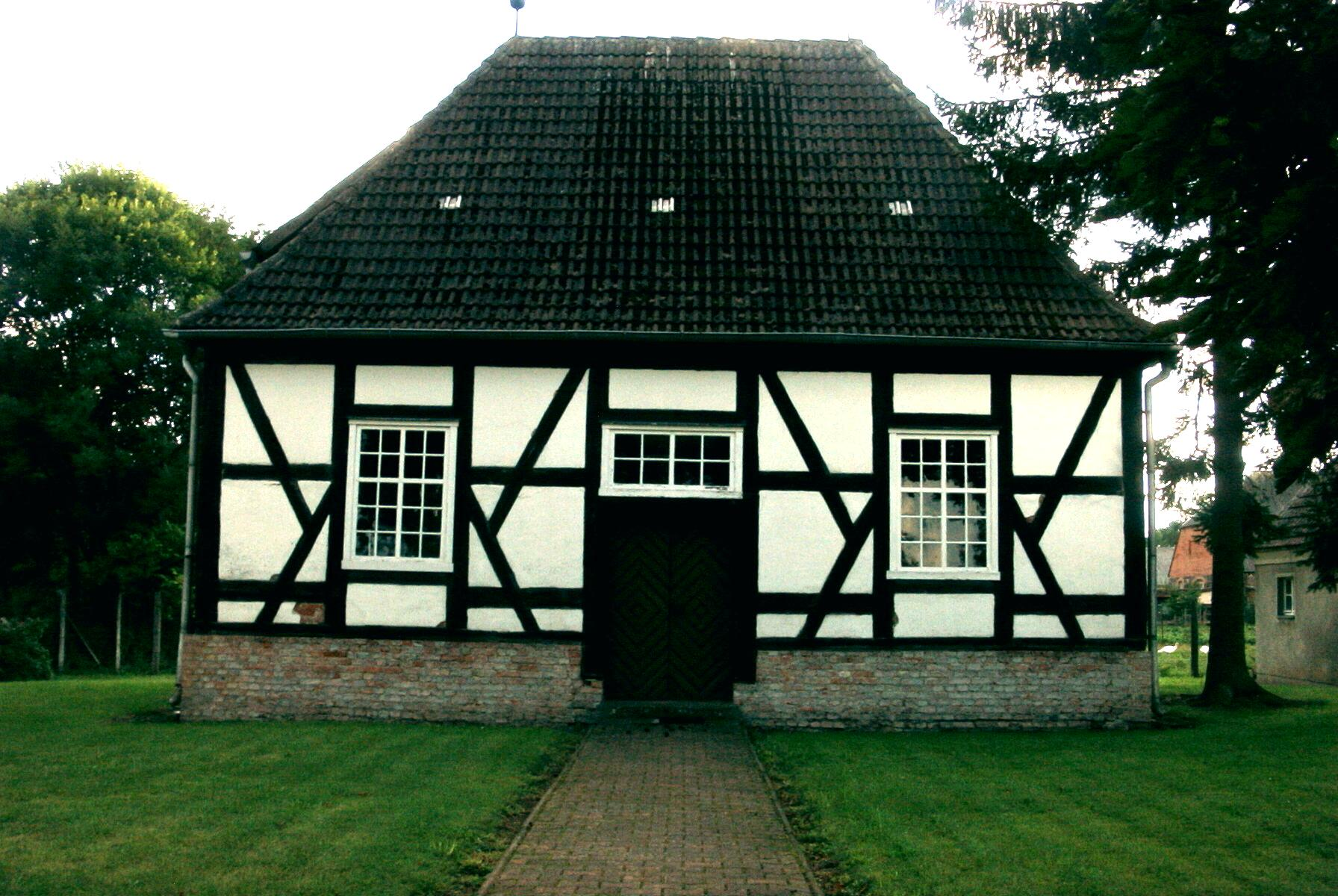
Kapelle in Jagetzow

## Persönlichkeiten
- Werner Breitsprecher (1932–2007), Politiker (SED)